# Teodemaro di Montecassino
Teodemaro (... – 796) fu un abate benedettino che governò l'abbazia di Montecassino dal 777-778 al 796.
L'abate Teodemaro era di origine franca e il suo governo dell'abbazia coincise con un momento di prevalente influenza franca:  incontrò Carlo Magno a Montecassino nell'anno 787, occasione nella quale l'abbazia ottenne doni e la riconferma del possesso sulle abbazie dipendenti.
Successivamente Carlo Magno scrisse a Teodemaro, richiedendogli dei monaci per riformare i monasteri di Francia e Teodemaro gli rispose inviandogli la regola di San Benedetto, gli inni e gli usi dell'abbazia.
Fu sotto l'abate Teodemaro che Paolo Diacono prese l'abito monastico.